# Покровник (Дрниш)
Покровник (хорв. Pokrovnik) — населений пункт у Хорватії, у Шибеницько-Книнській жупанії у складі міста Дрниш.

## Населення
Населення за даними перепису 2011 року становило 220 осіб.
Динаміка чисельності населення поселення:

## Клімат
Середня річна температура становить 13,89 °C, середня максимальна – 29,02 °C, а середня мінімальна – -0,72 °C. Середня річна кількість опадів – 814 мм.
| Клімат поселення                              | Клімат поселення | Клімат поселення | Клімат поселення | Клімат поселення | Клімат поселення | Клімат поселення | Клімат поселення | Клімат поселення | Клімат поселення | Клімат поселення | Клімат поселення | Клімат поселення | Клімат поселення |
| Показник                                      | Січ.             | Лют.             | Бер.             | Квіт.            | Трав.            | Черв.            | Лип.             | Серп.            | Вер.             | Жовт.            | Лист.            | Груд.            |                  |
| Середній максимум, °C                         | 9,78             | 10,73            | 13,91            | 17,43            | 22,58            | 26,54            | 29,02            | 28,83            | 24,13            | 19,33            | 13,92            | 10,74            |                  |
| Середня температура, °C                       | 4,53             | 5,48             | 8,65             | 12,16            | 17,33            | 21,27            | 24,24            | 24,04            | 19,35            | 14,55            | 9,13             | 5,95             |                  |
| Середній мінімум, °C                          | −0,72            | 0,22             | 3,40             | 6,90             | 12,07            | 16,02            | 19,45            | 19,26            | 14,57            | 9,76             | 4,34             | 1,16             |                  |
| Норма опадів, мм                              | 70               | 62               | 67               | 73               | 58               | 57               | 34               | 48               | 76               | 85               | 100              | 84               |                  |
| Середньомісячна швидкість вітру, м/с          | 2.24             | 2.44             | 2.64             | 2.56             | 2.27             | 2.04             | 2.06             | 1.91             | 2.06             | 2.11             | 2.52             | 2.47             |                  |
| Середньомісячна сонячна радіація, кДж/м²·день | 5350             | 8095             | 11774            | 16341            | 20296            | 22779            | 24532            | 21358            | 16041            | 10342            | 5775             | 4542             |                  |
| --------------------------------------------- | ---------------- | ---------------- | ---------------- | ---------------- | ---------------- | ---------------- | ---------------- | ---------------- | ---------------- | ---------------- | ---------------- | ---------------- | ---------------- |
| Джерело:                                      |                  |                  |                  |                  |                  |                  |                  |                  |                  |                  |                  |                  |                  |